# یانبولیاکوو
یانبولیاکوو (انگلیسی: Yaubulyakovo) یک شهرک در شهرستان سالاواتسکی استان باشقیرستان کشور روسیه است.